# Ali Larter
Ali Larter, född 28 februari 1976 i Cherry Hill, New Jersey, är en amerikansk skådespelare och före detta fotomodell. 
Sedan 2006 spelar Larter rollen som Niki Sanders  och Tracy Strauss i TV-serien Heroes, men hon har även medverkat i andra filmer och serier.
Hon är sedan 2009 gift med Hayes MacArthur.

## Filmografi (urval)
- 1998 – Dawson's Creek (TV-serie)
- 1999 – Ondskans hus
- 1999 – Varsity Blues
- 2000 – Final Destination
- 2001 – Legally Blonde
- 2001 – American Outlaws
- 2001 – Stjärnor utan hjärnor
- 2003 – Final Destination 2
- 2005 – A Lot Like Love
- 2006-2008 - Heroes (TV-serie)
- 2007 – Resident Evil: Extinction
- 2007 – Crazy
- 2009 – Obsessed
- 2010 – Resident Evil: Afterlife